# Arboreto Stanley M. Rowe
El Arboreto Stanley M. Rowe (en inglés: Stanley M. Rowe Arboretum) es un jardín botánico y arboreto de unas 3,6 hectáreas (9 acres) de extensión, ubicado en la proximidad de The Village of Indian Hill, Ohio. 

## Localización
Stanley M. Rowe Arboretum, 4600 Muchmore Road The Village of Indian Hill, Cincinnati, Hamilton county Ohio 45243 Estados Unidos
Planos y vistas satelitales.39°11′57″N 84°20′23″O / 39.19917, -84.33972
Está abierto todos los días y la entrada es gratuita. 

## Historia
El jardín fue establecido por Stanley M. Rowe, Sr. y su esposa Dorothy Snowden Rowe en 1926. Fue entonces que decidieron comenzar a recoger los árboles y arbustos para la reforestación de esta vaguada que se usaba anteriormente para la agricultura y el pastoreo. El primer proyecto consistió en la plantación de unos pocos miles de plántulas procedentes de la "Ohio Agricultural Experiment Station, Department of Forestry".
Los primeros árboles que plantaron fueron Quercus rubra, Larix decidua, Pinus strobus, y Pinus sylvestris. Durante los años de las plantaciones de ensayo y error, elcultivo creció a una acumulación de cuatro a cinco mil tipos diferentes de árboles y arbustos.. 
La idea era experimentar y tratar de cultivar todas las plantas que se adaptaran a vivir en este clima. Las coníferas fueron uno de los tipos de plantas favoritas de los Rowe. Partiendo de que el Arboretum tenía una extensión de poco más de nueve acres, la política aplicada fue de especializarse tanto como fuera posible en el mundo de las plantas de hoja perenne. 
La American Horticultural Society, distinguió al arboreto Rowe en 1982 como amateur, calificándolo como "remarkable collection de coníferas, manzanos silvestres, magnolias, robles y Fagus". 
También ha sido designado como "Conifer Reference Garden" por la American Conifer Society.
Está prevista una próxima ampliación del arboreto a 68 hectáreas (170 acres).

## Colecciones
Actualmente el jardín alberga más de 1,800 especies de arbustos y árboles diferentes con un enfoque especial en coníferas. 
Como la mayoría de los mejores árboles estaban localizados en un área, se le cedió a la población como un parque.